# Can Bertran (Arnes)
Can Bertran és un edifici del municipi d'Arnes (Terra Alta) que forma part de l'Inventari del Patrimoni Arquitectònic de Catalunya.

## Descripció
És una casa en cantonada feta amb maçoneria i carreus irregulars, recentment rehabilitada. Han guanyat un pis amb les golfes elevant mitja planta, la coberta de teula àrab. L'arc d'accés a l'habitatge de totxo massís ceràmic, però els laterals són de carreus d'aquesta casa està construïda sobre roca que aflora a la façana exterior.
La façana exterior, juntament amb el portal del sastre, formava part del recinte emmurallat de defensa i l'obertura que serveix d'entrada a l'aparcament, no existia. Les Els panys de façana que ha pujat l'edifici i que donen cap al carrer Bonnaire.

## Història
Es tracta d'un habitatge que limita amb l'antic nucli urbà medieval, com ho demostra l'existència del portal al començament del carrer Bonnaire: aquest portal era antigament una de les portes d'entada al nucli d'Arnes.